# Qax (district)
Qax (ook geschreven als Gakh) is een district in Azerbeidzjan. Qax telt 54.100 inwoners (01-01-2012) op een oppervlakte van 1494 km²; de bevolkingsdichtheid is dus 36,2 inwoners per km².

## Bevolking
Volgens de volkstelling van 2009 wonen er 53.259 inwoners in het district Qax, waaronder 43.946 etnische Azerbeidzjanen en zo'n 7.447 etnische Georgiërs (~ 14%). Het district heeft daarmee het hoogste aandeel Georgiërs in Azerbeidzjan. Verder leven er ook nog eens 1.008 Tsachoeriërs, hetgeen minder dan 2% van de totale bevolking is.